# Cross Road Blues
Cross Road Blues è una celebre canzone blues composta da Robert Johnson e registrata nel 1936.

## Onorificenze
Il brano è riconosciuto come uno dei grandi capolavori della musica blues, per questo ha ottenuto i seguenti riconoscimenti:
- 1986, introdotta nella Blues Foundation Hall of Fame
- 1998, Grammy Hall of Fame Award
- 1995, inclusa nella lista "500 Songs That Shaped Rock and Roll" della Rock and Roll Hall of Fame
- Rolling Stone la piazzò al terzo posto nella lista "Greatest Guitar Songs of All Time"